# Juan de Egida
Juan de Egida, también conocido por el nombre latino de Aegidius Zamorensis fue un escritor y religioso español del siglo XIII, nacido en Zamora.
Escribió un tratado de música titulado Ars música, dividido en 15 capítulos. Dicha obra, que es parte histórica y en parte técnica, fue publicada por el abate Gerbert en su Colección de escritores eclesiásticos que trataron de música.